# Ngindo (Volk)
Die Ngindo (auch Njindo oder Magindo) sind eine Ethnie im Südosten Tansanias. Ihre Sprache ist die Bantusprache Ngindo (Kingindo). Ihre Bevölkerungszahl wurde 1987 auf 220.000 geschätzt.
Die Ngindo und die Mwera sind wahrscheinlich erst in jüngerer Zeit aus dem Süden in ihr heutiges Gebiet eingewandert. Sie haben traditionell keine zentralisierte politische Ordnung und sind sogenannt „staatslos“.
Im 19. Jahrhundert waren die Ngindo vom ostafrikanischen Sklavenhandel betroffen. Zudem wurden sie von den zentralisierten und kriegerischen Ngoni bedrängt, die infolge der Mfecane in das südliche Hochland Tansanias vordrangen. Der Druck der Ngoni veranlasste die Ngindo und andere Volksgruppen wie die Mwera und Makonde, sich in besser geschützte Gebiete auf den Plateaus zurückzuziehen. Die Ngindo, die zuvor in weit verstreuten Siedlungen gelebt hatten, mussten sich in den Busch zurückziehen oder in größere Dörfer ziehen. Ihr Siedlungsgebiet verlagerte sich vom Quellgebiet der Flüsse Sasarawa, Luwegu und Mbemkuru weiter nach Osten in die Gegend um Liwale und Madaba.
Nach dem Ende der Überfälle von Sklavenjägern und Ngoni wurden die Ngindo in den 1890er Jahren unter der beginnenden deutschen Kolonialherrschaft durch den Verkauf von Kautschuk relativ wohlhabend. 1905 schlossen sie sich als Erste dem von den Matumbi begonnenen Maji-Maji-Aufstand an. Unmittelbarer Grund dafür war die Einführung eines Programms, das Dorfgemeinschaften verpflichtete, gemeinsam Baumwolle für die Kolonialmacht anzubauen.
Das Versagen des Maji-Maji-Kultes – dessen Anhänger glaubten, magisches Wasser (maji) würde sie vor Gewehrkugeln schützen – trug wohl dazu bei, dass die Ngindo, wie auch andere Gruppen, nach dem Aufstand ihre traditionelle Religion aufgaben und zum Islam übertraten. Aufgrund der Vernachlässigung der Landwirtschaft während des Aufstandes und der Bevölkerungsverluste im Aufstand und der anschließenden Hungersnot verwilderte ihr Land und wurde Teil des Selous-Wildreservats.